# Llista d'asteroides/167701-167800
| Nom      | Designació provisional | Data de descobriment   | Lloc de descobriment | Descobridor/s       |
| -------- | ---------------------- | ---------------------- | -------------------- | ------------------- |
| 167701 - | 2004 TM13              | 8 d'octubre de 2004    | Socorro              | LINEAR              |
| 167702 - | 2004 TO34              | 4 d'octubre de 2004    | Kitt Peak            | Spacewatch          |
| 167703 - | 2004 TJ38              | 4 d'octubre de 2004    | Kitt Peak            | Spacewatch          |
| 167704 - | 2004 TE86              | 5 d'octubre de 2004    | Kitt Peak            | Spacewatch          |
| 167705 - | 2004 TF132             | 7 d'octubre de 2004    | Anderson Mesa        | LONEOS              |
| 167706 - | 2004 TS135             | 8 d'octubre de 2004    | Anderson Mesa        | LONEOS              |
| 167707 - | 2004 TE148             | 6 d'octubre de 2004    | Kitt Peak            | Spacewatch          |
| 167708 - | 2004 TL153             | 6 d'octubre de 2004    | Kitt Peak            | Spacewatch          |
| 167709 - | 2004 TJ160             | 6 d'octubre de 2004    | Kitt Peak            | Spacewatch          |
| 167710 - | 2004 TH171             | 8 d'octubre de 2004    | Socorro              | LINEAR              |
| 167711 - | 2004 TT183             | 7 d'octubre de 2004    | Kitt Peak            | Spacewatch          |
| 167712 - | 2004 TB205             | 7 d'octubre de 2004    | Kitt Peak            | Spacewatch          |
| 167713 - | 2004 TX206             | 7 d'octubre de 2004    | Kitt Peak            | Spacewatch          |
| 167714 - | 2004 TF208             | 7 d'octubre de 2004    | Kitt Peak            | Spacewatch          |
| 167715 - | 2004 TY211             | 8 d'octubre de 2004    | Kitt Peak            | Spacewatch          |
| 167716 - | 2004 TM213             | 8 d'octubre de 2004    | Kitt Peak            | Spacewatch          |
| 167717 - | 2004 TM260             | 9 d'octubre de 2004    | Kitt Peak            | Spacewatch          |
| 167718 - | 2004 TA274             | 9 d'octubre de 2004    | Kitt Peak            | Spacewatch          |
| 167719 - | 2004 TO275             | 9 d'octubre de 2004    | Kitt Peak            | Spacewatch          |
| 167720 - | 2004 TT323             | 11 d'octubre de 2004   | Kitt Peak            | Spacewatch          |
| 167721 - | 2004 TY344             | 15 d'octubre de 2004   | Kitt Peak            | Spacewatch          |
| 167722 - | 2004 TR351             | 10 d'octubre de 2004   | Kitt Peak            | Spacewatch          |
| 167723 - | 2004 VE19              | 4 de novembre de 2004  | Kitt Peak            | Spacewatch          |
| 167724 - | 2004 VG28              | 7 de novembre de 2004  | Socorro              | LINEAR              |
| 167725 - | 2004 VT31              | 3 de novembre de 2004  | Kitt Peak            | Spacewatch          |
| 167726 - | 2004 VQ44              | 4 de novembre de 2004  | Kitt Peak            | Spacewatch          |
| 167727 - | 2004 VH79              | 3 de novembre de 2004  | Kitt Peak            | Spacewatch          |
| 167728 - | 2004 VD86              | 10 de novembre de 2004 | Kitt Peak            | Spacewatch          |
| 167729 - | 2004 VC91              | 3 de novembre de 2004  | Anderson Mesa        | LONEOS              |
| 167730 - | 2004 WU5               | 19 de novembre de 2004 | Kitt Peak            | Spacewatch          |
| 167731 - | 2004 XV1               | 1 de desembre de 2004  | Catalina             | CSS                 |
| 167732 - | 2004 XW1               | 1 de desembre de 2004  | Catalina             | CSS                 |
| 167733 - | 2004 XX12              | 8 de desembre de 2004  | Socorro              | LINEAR              |
| 167734 - | 2004 XR13              | 8 de desembre de 2004  | Socorro              | LINEAR              |
| 167735 - | 2004 XS13              | 8 de desembre de 2004  | Socorro              | LINEAR              |
| 167736 - | 2004 XB22              | 8 de desembre de 2004  | Socorro              | LINEAR              |
| 167737 - | 2004 XZ23              | 9 de desembre de 2004  | Socorro              | LINEAR              |
| 167738 - | 2004 XD25              | 9 de desembre de 2004  | Catalina             | CSS                 |
| 167739 - | 2004 XL25              | 9 de desembre de 2004  | Catalina             | CSS                 |
| 167740 - | 2004 XQ25              | 9 de desembre de 2004  | Catalina             | CSS                 |
| 167741 - | 2004 XY29              | 10 de desembre de 2004 | Socorro              | LINEAR              |
| 167742 - | 2004 XL31              | 9 de desembre de 2004  | Catalina             | CSS                 |
| 167743 - | 2004 XL32              | 10 de desembre de 2004 | Socorro              | LINEAR              |
| 167744 - | 2004 XM34              | 11 de desembre de 2004 | Kitt Peak            | Spacewatch          |
| 167745 - | 2004 XU34              | 11 de desembre de 2004 | Kitt Peak            | Spacewatch          |
| 167746 - | 2004 XQ35              | 2 de desembre de 2004  | Kitt Peak            | Spacewatch          |
| 167747 - | 2004 XF36              | 10 de desembre de 2004 | Socorro              | LINEAR              |
| 167748 - | 2004 XB42              | 12 de desembre de 2004 | Jarnac               | Jarnac              |
| 167749 - | 2004 XW56              | 10 de desembre de 2004 | Anderson Mesa        | LONEOS              |
| 167750 - | 2004 XW61              | 10 de desembre de 2004 | Socorro              | LINEAR              |
| 167751 - | 2004 XZ67              | 3 de desembre de 2004  | Kitt Peak            | Spacewatch          |
| 167752 - | 2004 XP70              | 11 de desembre de 2004 | Socorro              | LINEAR              |
| 167753 - | 2004 XG75              | 9 de desembre de 2004  | Kitt Peak            | Spacewatch          |
| 167754 - | 2004 XL75              | 9 de desembre de 2004  | Catalina             | CSS                 |
| 167755 - | 2004 XN75              | 9 de desembre de 2004  | Catalina             | CSS                 |
| 167756 - | 2004 XM85              | 12 de desembre de 2004 | Kitt Peak            | Spacewatch          |
| 167757 - | 2004 XW99              | 12 de desembre de 2004 | Kitt Peak            | Spacewatch          |
| 167758 - | 2004 XT107             | 11 de desembre de 2004 | Socorro              | LINEAR              |
| 167759 - | 2004 XQ109             | 13 de desembre de 2004 | Kitt Peak            | Spacewatch          |
| 167760 - | 2004 XQ131             | 11 de desembre de 2004 | Socorro              | LINEAR              |
| 167761 - | 2004 XD132             | 11 de desembre de 2004 | Socorro              | LINEAR              |
| 167762 - | 2004 XX139             | 13 de desembre de 2004 | Kitt Peak            | Spacewatch          |
| 167763 - | 2004 XM141             | 14 de desembre de 2004 | Socorro              | LINEAR              |
| 167764 - | 2004 XS145             | 14 de desembre de 2004 | Socorro              | LINEAR              |
| 167765 - | 2004 XS176             | 11 de desembre de 2004 | Socorro              | LINEAR              |
| 167766 - | 2004 XS186             | 15 de desembre de 2004 | Kitt Peak            | Spacewatch          |
| 167767 - | 2004 YF19              | 18 de desembre de 2004 | Mount Lemmon         | Mount Lemmon Survey |
| 167768 - | 2004 YL21              | 18 de desembre de 2004 | Mount Lemmon         | Mount Lemmon Survey |
| 167769 - | 2004 YW22              | 18 de desembre de 2004 | Mount Lemmon         | Mount Lemmon Survey |
| 167770 - | 2004 YM33              | 16 de desembre de 2004 | Anderson Mesa        | LONEOS              |
| 167771 - | 2005 AF1               | 1 de gener de 2005     | Catalina             | CSS                 |
| 167772 - | 2005 AM2               | 6 de gener de 2005     | Catalina             | CSS                 |
| 167773 - | 2005 AP7               | 6 de gener de 2005     | Catalina             | CSS                 |
| 167774 - | 2005 AH8               | 6 de gener de 2005     | Catalina             | CSS                 |
| 167775 - | 2005 AM11              | 1 de gener de 2005     | Catalina             | CSS                 |
| 167776 - | 2005 AR15              | 6 de gener de 2005     | Socorro              | LINEAR              |
| 167777 - | 2005 AC16              | 6 de gener de 2005     | Socorro              | LINEAR              |
| 167778 - | 2005 AG16              | 6 de gener de 2005     | Socorro              | LINEAR              |
| 167779 - | 2005 AT16              | 6 de gener de 2005     | Socorro              | LINEAR              |
| 167780 - | 2005 AN17              | 6 de gener de 2005     | Socorro              | LINEAR              |
| 167781 - | 2005 AY18              | 7 de gener de 2005     | Socorro              | LINEAR              |
| 167782 - | 2005 AF21              | 6 de gener de 2005     | Catalina             | CSS                 |
| 167783 - | 2005 AC22              | 6 de gener de 2005     | Socorro              | LINEAR              |
| 167784 - | 2005 AE31              | 11 de gener de 2005    | Socorro              | LINEAR              |
| 167785 - | 2005 AT31              | 11 de gener de 2005    | Socorro              | LINEAR              |
| 167786 - | 2005 AO32              | 11 de gener de 2005    | Socorro              | LINEAR              |
| 167787 - | 2005 AT33              | 13 de gener de 2005    | Kitt Peak            | Spacewatch          |
| 167788 - | 2005 AL36              | 13 de gener de 2005    | Socorro              | LINEAR              |
| 167789 - | 2005 AC39              | 13 de gener de 2005    | Kitt Peak            | Spacewatch          |
| 167790 - | 2005 AU39              | 13 de gener de 2005    | Kitt Peak            | Spacewatch          |
| 167791 - | 2005 AM41              | 15 de gener de 2005    | Socorro              | LINEAR              |
| 167792 - | 2005 AK43              | 15 de gener de 2005    | Socorro              | LINEAR              |
| 167793 - | 2005 AO45              | 14 de gener de 2005    | Bergisch Gladbach    | W. Bickel           |
| 167794 - | 2005 AM48              | 13 de gener de 2005    | Kitt Peak            | Spacewatch          |
| 167795 - | 2005 AU53              | 13 de gener de 2005    | Kitt Peak            | Spacewatch          |
| 167796 - | 2005 AP68              | 13 de gener de 2005    | Catalina             | CSS                 |
| 167797 - | 2005 AS72              | 15 de gener de 2005    | Kitt Peak            | Spacewatch          |
| 167798 - | 2005 AF81              | 15 de gener de 2005    | Kitt Peak            | Spacewatch          |
| 167799 - | 2005 AQ81              | 11 de gener de 2005    | Socorro              | LINEAR              |
| 167800 - | 2005 BT5               | 16 de gener de 2005    | Socorro              | LINEAR              |